# Méaulte
Méaulte (picardisch: Mieute) ist eine nordfranzösische Gemeinde mit 1276 Einwohnern (Stand 1. Januar 2022) im Département Somme in der Region Hauts-de-France. Die Gemeinde gehört zum Kanton Albert und ist Teil der Communauté de communes du Pays du Coquelicot.

## Geographie
Méaulte liegt unmittelbar südöstlich von Albert. Der Flughafen Albert-Picardie liegt teilweise auf dem Gebiet der Gemeinde. Zur Gemeinde gehören der Ortsteil La Neuville und die frühere Ziegelei La Croix Comtesse.

## Geschichte
Das Gebiet der Gemeinde war schon in prähistorischer Zeit besiedelt. 
1736 war der Herzog von Penthièvre Herr von Méaulte. 
Die Gemeinde wurde im Ersten Weltkrieg vollständig zerstört und nach dem Krieg wieder aufgebaut. Sie erhielt als Auszeichnung das Croix de guerre 1914–1918. 
1924 begründete der aus Méaulte stammende Henry Potez (1891–1981) das Flugzeugwerk.

## Wirtschaft
Die Gemeinde wird von der Luftfahrtindustrie geprägt. Aerolia ist als Zulieferer von Airbus Industries und von Bombardier aus dem 1936 verstaatlichten Unternehmen Aéroplanes Henry Potez hervorgegangen.

## Einwohner
| 1962 | 1968 | 1975 | 1982 | 1990 | 1999 | 2006 | 2010 |
| ---- | ---- | ---- | ---- | ---- | ---- | ---- | ---- |
| 1016 | 1048 | 1022 | 1074 | 1259 | 1254 | 1309 | 1318 |

## Verwaltung
Bürgermeister (maire) ist seit 2020 Jean-Michel Fournier.	

## Sehenswürdigkeiten
- Kirche Saint-Léger
- Domaine du Vivier, 1927 errichtetes Anwesen von Henry Potez, teilweise auf dem Gebiet von Albert, als Monument historique eingetragen (Base Mérimée PA00116272)
- Kriegerdenkmal
- Zwei britische Soldatenfriedhöfe im Gemeindegebiet

## Persönlichkeiten
- Henry Potez, Flugzeugbauer (1891–1981)